# Miss Nothing
«Miss Nothing» — второй сингл американской альтернативной рок-группы The Pretty Reckless с их дебютного альбома Light Me Up.

## Издание сингла
Сингл «Miss Nothing» был издан в формате digital download 27 июля в США и 22 августа 2010 года в Великобритании. Позже сингл вышел в формате винилового диска.

## Видеоклип
Видеоклип «Miss Nothing» вышел 20 июля 2010 года на VEVO. Сюжет клипа основан на имитации Тайной Вечери: люди сидят вокруг стола, и Тейлор Момсен играет роль Марии Магдалины.

## Список композиций
США (digital download)
- «Miss Nothing»

Великобритания (digital EP и винил)
- «Miss Nothing»
- «Make Me Wanna Die» (Acoustic version)

## Позиции в чартах
| Чарт (2010)      | Лучший Результат |
| ---------------- | ---------------- |
| UK Singles Chart | 39               |

## История релизов
| Страна         | Дата            | Формат               | Лейбл              |
| -------------- | --------------- | -------------------- | ------------------ |
| США            | 27 июля 2010    | Цифровая дистрибуция | Interscope Records |
| Великобритания | 22 августа 2010 | Цифровая дистрибуция | Interscope Records |
| Великобритания | 23 августа 2010 | CD-сингл             | Interscope Records |
| Австралия      | 23 августа 2010 | Digital download     | Interscope Records |